# Rocade de Capesterre-Belle-Eau
 (octobre 2020).
Si vous disposez d'ouvrages ou d'articles de référence ou si vous connaissez des sites web de qualité traitant du thème abordé ici, merci de compléter l'article en donnant les références utiles à sa vérifiabilité et en les liant à la section « Notes et références ».
La rocade de Capesterre-Belle-Eau est la route qui contourne le centre-ville de Capesterre-Belle-Eau en Guadeloupe.
La rocade est en majorité en 2x2 voies limitées à 110 km/h. Elle fut mise en service dans le 3 juin 2004 pour désengorger la traversée de Capesterre-Belle-Eau. Elle fait partie intégrante de la route nationale 1 en Guadeloupe.

## Échangeurs
- Début de la rocade de Capesterre-Belle-Eau

- Frommager (en construction)
- Viaduc des Ravines
- Capesterre-Belle-eau : jonction N2001a ou rue du Moulin-à-Eau vers Capesterre-Belle-Eau et l'allée Dumanoir
- Allé Dumanoir : accès N2001a vers le centre-ville de Capesterre-Belle-Eau
- Viaduc du Grand Carbet

- Fin de la rocade de Capesterre-Belle-Eau

## Annexe